# Янссон, Исак
Исак Александр Янссон (швед. Isak Alexander Jansson; род. 31 января 2002, Чинна, Вестра-Гёталанд) — шведский футболист, полузащитник клуба «Ницца».

## Клубная карьера
Начинал заниматься футболом в пятилетнем возрасте в школе клуба «Чинна». В 11 лет перешёл в команду «Скене», где дорос до основного состава. Дебютировал в нём 23 июня 2016 года в матче четвёртого шведского дивизиона с «Гердскена». Всего за три сезона отыграл за взрослую команду 30 игр в которых отметился двумя забитыми мячами.
В начале 2018 года проходил просмотр в английском «Тоттенхэм Хотспур», но решил в клуб не переходить. В итоге 2 мая подписал многолетний контракт с «Кальмаром», выступающем в Аллсвенскане. Поначалу выступал за юношеские команды клуба, одновременно тренируясь с основной командой. 28 октября впервые попал в заявку команды на матч чемпионата с «Хаммарбю», но на поле не появился. Дебютировал в чемпионате Швеции 1 сентября 2019 года в домашней встрече с «Мальмё». Янссон появился на поле на 77-й минуте вместо Нильса Фрёлинга. Первые мячи за основной состав «Кальмара» забил 1 марта 2020 года в матче Кубка Швеции с «Йёнчёпингс Сёдра», отметившись дублем.
10 июля 2025 года Янссон перешёл во французский клуб «Ницца».

## Карьера в сборной
Выступал за юношескую сборную Швеции. В её составе дебютировал 19 сентября 2017 года в товарищеской встрече с Норвегией. В следующем матче также с норвежцами отметился голом, поучаствовав в разгроме соперника со счётом 4:0. В общей сложности провёл за сборную 20 матчей, в которых забил два мяча.

## Клубная статистика
| Выступление      | Выступление      | Выступление      | Лига | Лига | Кубки | Кубки | Конт. кубки | Конт. кубки | Другое | Другое | Итого | Итого |
| Клуб             | Лига             | Сезон            | Игры | Голы | Игры  | Голы  | Игры        | Голы        | Игры   | Голы   | Игры  | Голы  |
| ---------------- | ---------------- | ---------------- | ---- | ---- | ----- | ----- | ----------- | ----------- | ------ | ------ | ----- | ----- |
| Скене            | Дивизион 4       | 2016             | 5    | 0    | 0     | 0     | 0           | 0           | 0      | 0      | 5     | 0     |
| Скене            | Дивизион 4       | 2017             | 16   | 2    | 0     | 0     | 0           | 0           | 0      | 0      | 16    | 2     |
| Скене            | Дивизион 3       | 2018             | 9    | 0    | 0     | 0     | 0           | 0           | 0      | 0      | 9     | 0     |
| Скене            | Итого            | Итого            | 30   | 2    | 0     | 0     | 0           | 0           | 0      | 0      | 30    | 2     |
| Кальмар          | Аллсвенскан      | 2019             | 1    | 0    | 0     | 0     | 0           | 0           | 0      | 0      | 1     | 0     |
| Кальмар          | Аллсвенскан      | 2020             | 29   | 0    | 3     | 2     | 0           | 0           | 2      | 0      | 34    | 2     |
| Кальмар          | Аллсвенскан      | 2021             | 8    | 1    | 2     | 0     | 0           | 0           | 0      | 0      | 10    | 1     |
| Кальмар          | Итого            | Итого            | 38   | 1    | 5     | 2     | 0           | 0           | 2      | 0      | 45    | 3     |
| Всего за карьеру | Всего за карьеру | Всего за карьеру | 68   | 3    | 5     | 2     | 0           | 0           | 2      | 0      | 75    | 5     |